# Liste d'établissements scolaires d'Abidjan
 (juillet 2018).
Si vous disposez d'ouvrages ou d'articles de référence ou si vous connaissez des sites web de qualité traitant du thème abordé ici, merci de compléter l'article en donnant les références utiles à sa vérifiabilité et en les liant à la section « Notes et références ».
La liste d'établissements scolaires d'Abidjan suivante recense les principaux établissements d'enseignement public et privé installés à Abidjan, la capitale économique de la Côte d'Ivoire :

## Enseignement pré-scolaire
Jardin d'enfant  et école maternelle :

### Public
- Centre de la petite enfance du programme 6 (Cocody)
- Centre de protection de la petite enfance (Cocody)
- École maternelle Hoba-Hélène (cocody riviéra palmeraie)
- Centre de la petite enfance du programme (koumassi)

### Privé
- Institut LKM de Yopougon
- École Maternelle La Rosette
- Groupe scolaire Arc-en-Ciel du Plateau Dokui
- École Les papillons II Plateaux
- Institut Libanais d'Enseignement (I.L.E.)
- Garderie Bébé-Calin
- Groupe scolaire Dubass
- Epv les Collinettes

## Enseignement primaire

### Privé
- École Saint Jean Bosco de Treichville
- École primaire catholique Notre Dame de Treichville
- École primaire Etimoé
- École primaire Makoré
- Groupe scolaire les Papillons - Abidjan 2 plateaux
- Epv Les Collinettes
- Complexe éducatif Marie-Auzey-Cocody-Angré école préscolaire et primaire
- Groupe scolaire Victoire
- (Yopougon)
- La Farandole Internationale, établissement du réseau de la Mission laïque française (établissement français)
- Institut LKM de Yopougon
- Lycée International Jean-Mermoz, établissement du réseau de la mission laïque française
- complexe éducatif Marie-Auzey (cycle préscolaire et primaire)
- Cours Lamartine (école française)
- Cours Sévigné (école française)
- École du 43e BIMA (école française)
- École les sept nains
- École les pitchounes
- École Konan-Raphaël
- École primaire militaire
- École le nid de Cocody
- École la Volière de Biétry
- École primaire de la pépinière de Cocody les Deux-Plateaux (école française)
- École primaire de l'eau vive Zone 4 (école française - fermée depuis novembre 2004)
- École internationale Jules-Verne (école française)
- Groupe scolaire Antoine-de Saint-Exupéry de Yopougon
- Groupe scolaire Arc-en-Ciel du Plateau Dokui
- Groupe scolaire de Cocody-Riviera
- Groupe scolaire Jacques-Prévert (école française)
- Groupe Scolaire Dubass (Riviera-Faya, route de Bingerville, Abidjan)
- Groupe scolaire Offoumou de Yopougon
- Jeanifa school de Cocody-Angré
- Lycée Blaise-Pascal
- Groupe scolaire Fred et Poppee (Cocody Djibi 8e Tranche)
- Groupe scolaire baptiste William-Carrey (Port-Bouët)
- Groupe scolaire baptiste Grâce-divine (Koumassi)
- Lycée Maurice Delafosse
- Institut libanais d'enseignement (I.L.E.)
- Groupe scolaire bilingue Les Papillons (Angré 7e tranche)
- Groupe scolaire les Anges Blancs Marcory
- Groupe scolaire les Industriels Yopougon Zone industrielle Micao
- Groupe scolaire Alghadir-Riviera
- Groupe scolaire Alghadir-Bietry
- École libanaise en Cote d'Ivoire (ELCI) zone 4
- Groupe scolaire les Amis de Saint Joseph
- Groupe scolaire Avicenne
- École catholique Sainte Anne de Riviera faya
- EPV Academie MACI Canada de la Riviera palmeraie

### Public
- EPP Marcory 1
- Collège Sainte-Alliance (Koumassi)
- Ecole primaire Vridi Cité
- Ecole primaire Vridi Chapelle
- École primaire Vridi Collectif
- École primaire Vridi Lagune
- Cours Castaing
- École Saint-Paul
- École Saint-Michel
- École Sainte-Anne de Port-Bouët
- Groupe scolaire Gandhi Yopougon Toits Rouges
- Groupe scolaire les Hirondelles Abobo Sagbé
- Victor Loba'd
- EPP Liberté Adjamé
- EPP Paillet Adjamé

## Enseignement secondaire

### Collèges
- Collège du Plateau
- Collège moderne de Yopougon
- Collège William-Ponty
- Collège André-Malraux
- Collège Anador d'Abobo
- Collège Victor-Schœlcher
- Collège GSR Riviera Golf
- Collège BAD de Koumassi
- Collège moderne d'Adjamé
- Collège Newton de Yopougon
- Collège d'orientation de Cocody
- École militaire préparatoire technique (EMPT) de Bingerville
- Collège moderne de Bingerville
- Collège « Les phalènes » de Yopougon
- Collège Anador d'Abobo
- Collège moderne de l'autoroute de Treichville
- Collège moderne d'Abobo
- Collège moderne du Plateau
- Collège moderne la colombe de Koumassi
- Collège moderne pascal de Koumassi

### Collèges privés
- Collège privé Akanji
- Collège Privé Ivoiro Canadien d'Intégration de Cocody Angré
- La Farandole Internationale, établissement du réseau de la Mission Laïque (établissement français)
- Collège Enko Riviera
- Collège Notre Dame d'Afrique de Bietry
- Collège Adventiste Abidjan
- Collège Sainte Foi d'Abidjan
- Cours secondaire catholique petit séminaire de Bingerville
- Collège Guchanrolain de Yopougon
- Collège D BAZ de Yopougon - Andokoi
- Groupe scolaire EPD (Education.Paix.Développement) d'Abobo
- Cours secondaire méthodiste de Cocody
- Collège Voltaire Marcory
- Cours secondaire méthodiste du Plateau collège collège la vendière
- école nouvelle ivoirienne cocody angre (collège d' enseignement général)
- École Notre-Dame d'Afrique
- École Notre-Dame des Apôtres
- Collège Notre-Dame de la Paix du Plateau
- Collège privé shalom du Plateau
- Collège privé Etienne Riviera bonoumin
- Groupe scolaire Arc-en-Ciel du Plateau Dokui
- Collège Saba & fils de Yopougon Ananeraie
- Collège Saint-Jean Bosco
- Collège Voltaire Treichville
- Groupe Écoles Alfred Nobel Marcory
- Collège privé Bougainville
- Collège institut Froebel de Marcory
- Institut libanais d'enseignement (I.L.E.)
- INSTITUT SCOLAIRE SECONDAIRE ESSEGOU AKA ABOBO
- Collège Iris 1 Abobo
- Collège Iris 2 Avocatier
- Collège Moderne Descartes
- COLLÈGE LES PINGOUINS ABOBO SOGEFIHA
- fUSOS Cours Sociaux Abobo
- Collège ibc abobo
- Collège Abraham Agneby Abobo
- Collège Saint Étienne Abobo
- Collège Sainte Camille
- Collège Saint Viateur
- Collège la Pérouse
- Collège le Figuier
- Collège Thanon Namanko
- Collège Commandant Cousteau
- Collège Sainte Marie
- École Nouvelle Ivoirienne Cocody Angré. [ENICA]
- École secondaire Etimoé
- École secondaire Makoré

Note :  On entend par « école française » un établissement homologué par le ministère français de l'Éducation nationale, signataire d'une convention ou d'un accord de partenariat avec l'AEFE.

### Lycée public
- Lycée Sainte Marie de Cocody
- Lycée classique d'Abidjan
- Lycée de garçons de Bingerville
- EMPT
- Lycée Municipal de Bonoua
- Lycée Moderne de Bonoua
- Lycée Aimé Césaire
- Lycée Hôtelier d'Abidjan
- Lycée Mamie Faitai de Bingerville
- Lycée moderne de jeunes filles de Yopougon
- Lycée moderne d'Angré
- Lycée moderne Le Mahou
- Lycée technique d'Abidjan
- Lycée municipal d'Adjamé
- Lycée municipal de Marcory
- Lycée municipal Pierre Gadié de Yopougon
- Lycée moderne Yopougon-Andokoi
- Lycée municipal d'Attécoubé
- Lycée technique de Yopougon
- Lycée municipal de Koumassi
- Lycée moderne de Koumassi
- Lycée municipal de Port-Bouët forever
- Lycée moderne de Port-Bouët
- Lycée moderne d Adjamé 220 logements
- Lycée municipal Simone Ehivet Gbagbo de Niangon (LMSEGN)
- Lycee moderne Adjamé Harris
- Lycée moderne Nangui Abrogoua 1
- Lycée moderne Nangui Abrogoua 2
- Lycée moderne de Treichville

### Lycée privé
- Institut LKM de yopougon
- La Farandole Internationale, établissement du réseau de la Mission laïque française
- Lycée Cours Lamartine
- Collège International Jean Mermoz d’Abidjan (établissement français, primaire à la terminale - fermé de novembre 2004 à septembre 2014), désormais Lycée international Jean-Mermoz
- Lycée Blaise-Pascal d'Abidjan
- Commandant Cousteau (Cocody 2 Plateaux)
- Cours Loko
- Lycée Saint Viateur d'Abidjan
- Lycée Ajavon
- Cours Castaing
- CSM Cocody
- CSM John Wesley
- CSM Plateau
- CSM Yopougon
- Enko John Wesley
- Lycée Offoumou yapo, yopougon
- Lycée La Colombe
- établissements privés gloris

- Lycée Sainte-Thérèse de Koumassi
- Collège (Lycée) Saint-Jean Bosco de Treichville
- Collège Saint Viateur d'Abidjan
- Institut scolaire Lavoisier
- Institut Froebel
- Cours secondaire catholique de Yopougon (moyen séminaire)
- Institut Libanais d'Enseignement (I.L.E.)
- Groupe Scolaire Les LAUREADES
- Institut Saint Antoine Abobo Sagbé
- Collège Iris 2 Abobo
- Collège Les falaises
- Groupe marie auzey/ENICA école nouvelle ivoirienne cocody angré (bac g1, g2,..

## Enseignement supérieur

### Public
- Ecole Supérieure Africaine des Technologies de l'Information et de la Communication
- Centre d'animation et de formation pédagogique de Yamoussoukro
- École supérieure des professions immobilières
- Centre ivoirien de recherche et d'études juridiques
- Centre universitaire professionnalisé d'Abidjan
- École nationale d'administration (Côte d'Ivoire)
- École nationale supérieure de statistique et d'économie appliquée (Côte d'Ivoire)
- École normale supérieure (Côte d'Ivoire)
- Institut national polytechnique Félix Houphouët-Boigny
- Université Nangui Abrogoua (Abobo Adjamé)
- Université Alassane Ouattara (Bouaké)
- Université Félix Houphouët-Boigny (Cocody)
- Université Péléforo-Gbon-Coulibaly (Korhogo)
- Université De (Man)
- Université Lorognon Guedé (Daloa)

### Privé
- Université de l'Alliance Chrétienne d'Abidjan (UACA)
- BEM Abidjan Bordeaux École de Management
- Université Fred et Poppée
- École Supérieure d’interprétariat et de Traduction (ESIT)
- Institut LKM de yopougon
- ALT Formation- Académie Libre de Technologies
- Académie régionale des sciences et techniques de la mer
- Académie universitaire internationale des sciences sociales (AUNIS)
- Agitel-Formation
- Centre international de formation à distance
- École des métiers de la communication (EFAP)
- École Supérieur des Management et des Technologies LE GROUPE BOWL (Yopougon)
- École nouvelle supérieure d’ingénieurs et de technologies
- École pratique de la chambre de commerce et d'industrie de Côte d'Ivoire
- École supérieure de commerce Castaing
- École supérieure des hautes études technologiques et commerciales (Côte d'Ivoire)
- ESPI Côte d'Ivoire (École supérieure des professions immobilières située à Cocody les II Plateaux)
- Faculté universitaire privée d'Abidjan (FUPA)
- Gecos Formation
- Institut Offoumou d'enseignement supérieur (IESTO) à Yopougon
- Institut de Communication de Gestion et d'Etudes Scientifiques  (ICOGES Abidjan et Plateau) à la Riviera 9 kilos  et Plateau
- Institut Voltaire de l'Enseignement Supérieur Technique et Professionnel (IVESTP) à Marcory
- Groupe CSI Pôle Polytechnique (Riviera Bonoumin)
- Groupe Écoles d'Ingénieurs HETEC
- Groupe École Entreprise Emploi (Groupe 3E)  (Plateau Immeuble GYAM 2e étage)
- Groupe ESCGE du Plateau
- Groupe Sup'Management Réseau Universitaire Intercontinental Libre (Deux Plateaux Les Vallons)
- Groupe E.T.S-EDUFOR
- Université Nord-Sud
- Institut national supérieur des arts et de l'action culturelle
- Institut supérieur des carrières juridiques et judiciaires (Riviera 2 Cocody)
- INSTEC (école de commerce)
- Institut supérieur de technologie de Côte d'Ivoire (IST-CI)
- Institut universitaire d'Abidjan (IUA)
- IPAG
- Université canadienne des arts, des sciences et du management (Côte d'Ivoire)
- Université catholique de l'Afrique de l'Ouest
- Université des sciences et technologies de Côte d'Ivoire (UST-CI)
- Université française d'Abidjan
- Université internationale de Grand-Bassam
- Université internationale des sciences sociales Hampate-Ba
- Université Adama Sanogo d'Abidjan
- Université tertiaire et technologique  LOKO (UTT LOKO)
- Université de l'atlantique
- École Spéciale du Bâtiment et des Travaux Publics (ESBTP)
- Institut de Formation Sainte Marie
- Ecole Supérieure Internationale Polytechnique Adama Sanogo
- Université Internationale Privée d'Abidjan (UIPA)
- Institut Supérieur d'Ingénierie et de Santé (ISIS- Abidjan Cocody-II Plateaux)
- Institut Supérieur de Technologie Dubass (IST-DUBASS, Riviera-Faya, Abidjan)
- TgMaster University